# Habitatge a la rambla del Doctor Pearson, 21 (Tremp)
L'Habitatge a la rambla del Doctor Pearson, 21 és un edifici de Tremp (Pallars Jussà) protegit com a Bé Cultural d'Interès Local.

## Descripció
Es tracta d'un edifici entre mitgeres situat a la Rambla del Doctor Pearson. L'edifici consta d'una construcció a tres altures, planta baixa, primer pis i golfes, que mostra una vessant més neoclassicista. La façana ha estat reformada, rompent la simetria en la planta baixa i deixant la pedra vista en el primer pis. Tot i això, es diferencien els elements classicistes com el frontons triangulars de les finestres del primer pis, englobades dins el balcó corregut suportat per conjunts de mènsules. Pel que fa a les golfes, s'obren un seguit d'obertures quadrangulars situades entre mènsules en forma de voluta que suporten el ràfec de la teulada.